# Gerardo Martino
Gerardo Daniel "Tata" Martino, född 20 november 1962 i Rosario, är en argentinsk professionell fotbollstränare och före detta -spelare (mittfältare) som är förbundskapten för Mexikos herrlandslag.

## Spelarkarriär
Martino spelade största delen av sin karriär för Newell's Old Boys i hemstaden Rosario. Han har rekordet för flest spelade matcher i klubben med totalt 505 spelade tävlingsmatcher. I en omröstning bland supportrarna blev han även utvald till den bästa spelaren i klubbens historia.

## Tränarkarriär
Martino påbörjade sin tränarkarriär 1998 och ledde olika klubbar i Argentina och Paraguay innan han 2007–2011 var förbundskapten för Paraguay. Han tog Paraguay till kvartsfinal i VM 2010, där man åkte ut mot de blivande mästarna Spanien med knappa 0–1, och till final i Copa América 2011, där det blev förlust mot Uruguay med 0–3.
Martino tränade sin gamla klubb Newell's Old Boys 2012–2013.
Den 22 juli 2013 blev Martino klar som tränare för spanska Barcelona, där han ersatte Tito Vilanova som avgick tre dagar tidigare. Han skrev på ett tvåårskontrakt med Barcelona. Hans första tävlingsmatch som tränare för Barcelona var den 18 augusti 2013 mot Levante, en match som Barcelona vann med 7–0 i den första omgången av La Liga 2013/14. Efter den sämsta säsongen Barcelona sett på lång tid och utan en enda titel, lämnade Martino dock klubben efter bara en säsong och blev ersatt av den före detta Barcelona-spelaren och Celta de Vigo-tränaren Luis Enrique.
Martino tog över Argentinas landslag i augusti 2014 och behöll jobbet till 2016. I Copa América 2015 förde han Argentina till silver efter finalförlust mot värdlandet Chile på straffar. Även i Copa América Centenario 2016 blev det silver efter finalförlust mot Chile på straffar.
Martino blev därefter tränare för den nybildade klubben Atlanta United i Major League Soccer (MLS), som spelade sin första säsong 2017.